# Psicostoria
La psicostoria è branca della psicologia che studia, col metodo della psicoanalisi, la vita dei personaggi storici del passato. 

## Studi scientifici
È noto come situazioni simili producano effetti simili, ma nella pratica è difficilmente possibile prevedere con precisione futuri fatti storici, al massimo si possono tentare delle previsioni a breve termine, applicando anche modelli di cliodinamica. Tuttavia, esistono tradizionali posizioni filosofiche che tendono ad escludere che questo sia possibile anche in linea di principio (in base alla massima "homo artifex historiae"), o a seguito del fenomeno detto di eterotelia descritto ad esempio da Jules Monnerot.
Esiste una branca della psicologia denominata psicostoria, i cui pionieri sono stati Lloyd de Mause e Marc Charron. Essa viene studiata anche in alcune università americane all'interno di corsi di storia o di scienze sociali ed utilizza prevalentemente il paradigma psicoanalitico per indagare la personalità dei personaggi storici attraverso un'analisi, appunto "psicologica", delle fonti e dei documenti d'archivio.
Esiste anche una psicogeografia che  è una metodologia d'indagine dello spazio urbano creata nei primi anni cinquanta dal movimento di avanguardia artistica del lettrismo.
Il principale esponente fu il filosofo francese Guy Debord, di fatto un prosecutore del determinismo geografico così opponendosi al volontarismo geografico, concezione tipica della geografia umana francese di Élisée Reclus.
Alcune dottrine religiose, come pure il marxismo, ritengono, almeno in talune loro versioni, che l'evoluzione storica sia predeterminata e che possa essere anticipatamente indagata attraverso il ricorso a fonti rivelate o ad analisi di tipo economico o di altro genere.